# Célula beige
A célula beige (ou célula brite) é uma célula do tecido adiposo marrom murino, proveniente de uma linhagem de células adiposas maturadas após o nascimento, devido à exposição crônica ao frio ou estímulo de agonistas aos receptores PPAR do tipo gama. Essas células se encontram espalhadas por entre o tecido adiposo branco murino.